# Bernhard Schafer
Bernhard Schafer (* 27. Mai 1959) ist ein Schweizer Politiker (CSP). Er war Mitglied des Grossen Rats des Kantons Freiburg von 2012 bis 2014 und gehörte der Petitionskommission an.
Schafer ist ausgebildeter Sekundarlehrer und arbeitet als Direktor an der Orientierungsschule des Senseoberlandes in Plaffeien. Er ist verheiratet und wohnt in St. Ursen.